# Antonico (navio)
O vapor Antonico  foi um navio mercante brasileiro afundado em 28 de setembro de 1942, pelo submarino alemão U-516, no litoral da Guiana Francesa.
Era de propriedade de um pequeno armador de Belém no Pará, e consistiu no vigésimo-quarto ataque a uma embarcação brasileira na Segunda Guerra e o terceiro cometido em menos de 24 horas, no qual, dezesseis tripulantes foram mortos por tiros de metralhadora quando já se encontravam a bordo das baleeiras.
Em decorrência desse ato, no final da guerra, o Brasil tentou, sem sucesso, a extradição de alguns oficiais do "u-boot" para serem julgados no país por crimes de guerra.

## O navio e sua história
Construído em 1919, no estaleiro francês Chantiers de Penhoët em Saint-Nazaire, foi completado em junho daquele ano, e serviu ao governo francês sob o nome Tourneur. Em 1923, foi vendido a proprietários britânicos e rebatizado de Ashbay. Em 1935, foi adquirido por Manoel Leonidas de Albuquerque, um pequeno armador de Belém do Pará, e renomeado de Antonico.
Possuía 66 metros de comprimento, 10,4 metros de largura e 4,02 metros decalado. Feito com casco de aço, tinha um deslocamento de 1.223 toneladas de arqueação bruta, propelidas por um motor do tipo Compound, com uma potência nominal de 81 HP, a vapor, acoplado a uma uma hélice, fazendo-o alcançar a velocidade de 7 nós.

## O Carregamento em Belém e o início da viagem
O navio, comandado pelo Capitão-de-Longo-Curso Américo de Moura Neves e com 40 tripulantes a bordo, sendo Flaviano Alberto Rodrigues o 1º piloto, Arnaldo Lima o 2º piloto, Rento o imediato, João o comissário, Aristóteles o foguista e Felipe o maquinista.
A embarcação partira do cais do porto de Belém no Pará,  em frente ao galpão 11, na tarde do dia 17 de setembro de 1942, rumo a Paramaribo, no Suriname,levando asfalto para construção de campo de aviação naquela cidade e algumas caixas contendo bicicletas. Terminado o carregamento, a tripulação zarpou e ficou fundeada em frente à ilha de Mosqueiro, situada a cerca de 18 ilhas de Belém, à espera do prático que conduziria "Antonico" e sua tripulação até a barra norte. O prático os levou pelos estreitos de Breves (canais formados pelas ilhas do Arquipélago do Marajó, intermediários entre i Rio Amazonas e seu afluente, o Rio Tocantins) com a finalidade de abastecer a embarcação de combustível(carvão, porém como em Belém não havia depósito desse material, o sistema do navio fora adaptado para queimar lenha). O abastecimento se dera em diversos portos, tais como: São Sebastião da Boa Vista, Urucuzal, Santo Antônio de Pracuúba, Porto Camarão e outros, e durou aproximadamente 10 dias. Após seu abastecimento, a viagem seguira para Macapá, onde o prático desembarcou.
Já sob as ordens do Comandante Américo Neves, a viagem seguiu pelo Rio Oiapoque, onde o navio fora abastecido com mais lenha. Durante este transcurso o comandante ordenava que a tripulação realizasse exercícios de salvatagem. Em uma cidade chamada Clevelândia, o comandante, os dois pilotos e o maquinista decidiram conhecê-la. Ao voltar do passeio, um dos tripulantes alertou-os de que havia um submarino nas redondezas.

## O afundamento
No sábado, dia 27 de setembro, por volta de 21 horas, a tripulação passou através da Ilha da Salvação (conhecida como Ilha do Diabo), na costa da Guiana Francesa. Na madrugada do dia seguinte, por volta de 4:15 (9:15 pelo Horário da Europa Central), um pouco antes da foz do Rio Maroni, que separa a Guiana Francesa do Suriname, a tripulação do navio "Antonico" foi atacada por tiros de canhão, disparados pelo U-516, comandado pelo Capitão-tenente Gerhard Wiebe. Oportuno salientar que a embarcação em tela não possuía armamento, devido a sua atividade mercantil, e tampouco telégrafo. Arnaldo chamou Flaviano Rodrigues, o 1º piloto, que, ao olhar pela vigia, viu um fogo roxo na parte superior da embarcação.Um dos marinheiros tentou alertar aos demais gritando: "Companheiros, acordem que o o bicho chegou. Levantem que o bicho chegou, o bicho chegou!"
Por ser uma embarcação de baixa tonelagem, submergiu muito rápido, obrigando a tripulação a baixar apressadamente as baleeiras. Até então, não tinha havido qualquer fatalidade e parecia que o evento, apesar de dramático para os tripulantes, terminaria ali.
Porém, já dentro das baleeiras, imaginando-se a salvos, os homens foram surpreendidos quando a artilharia do submarino, dirigida pelo tenente Markle, foi apontada para eles. Ato contínuo, o comandante Wiebe deu a ordem para atirar. Indefesos, os tripulantes acabaram metralhados e dezesseis, dos 40 homens, morreram, inclusive o comandante Américo Neves.
Essa ação foi, provavelmente, fruto de uma decisão tomada por Hitler depois do Incidente Lacônia, evento em que submarinos alemães foram atacados por aviões norte-americanos quando tentavam resgatar náufragos italianos, que estavam sendo levados como prisioneiros a bordo daquele navio britânico. A partir de então, a ordem era para que os submarinos metralhassem as baleeiras e não tentar salvá-las.
Os náufragos, a maioria deles feridos, temendo um tratamento hostil dos franceses fiéis ao governo de Vichy, evitaram a Ilha do Diabo, a mais próxima do local do afundamento, indo aterrar numa praia deserta na povoação de Hattlers. Lá foram medicados e transferidos clandestinamente para o Suriname, onde os feridos mais graves ficaram hospitalizados.

## Consequências
O episódio do Antonico ficou tão marcante na história dos afundamentos dos navios mercantes nacionais que, depois da Guerra, baseando-se em uma condenação pelo Tribunal de Nuremberg contra o comandante Heinz Eck e de outros dois tripulantes do U-852, que no Oceano Índico metralhou e lançou granadas nas baleeiras em que se encontravam os náufragos de um cargueiro grego, o Brasil pediu a punição de Gerhard Wiebe e do tenente Markle. O caso chegou a tramitar pelas repartições brasileiras e internacionais até que a Marinha, após um parecer desfavorável da Consultoria Geral da República (atualmente Advocacia-Geral da União), resolveu desistir da solicitação de extradição dos culpados para serem julgados no Brasil.